# 1916 ve fotografii

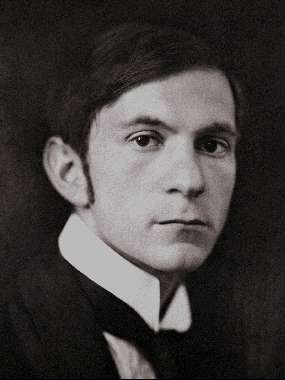
V roce 1916 zemřel Vladimír Jindřich Bufka

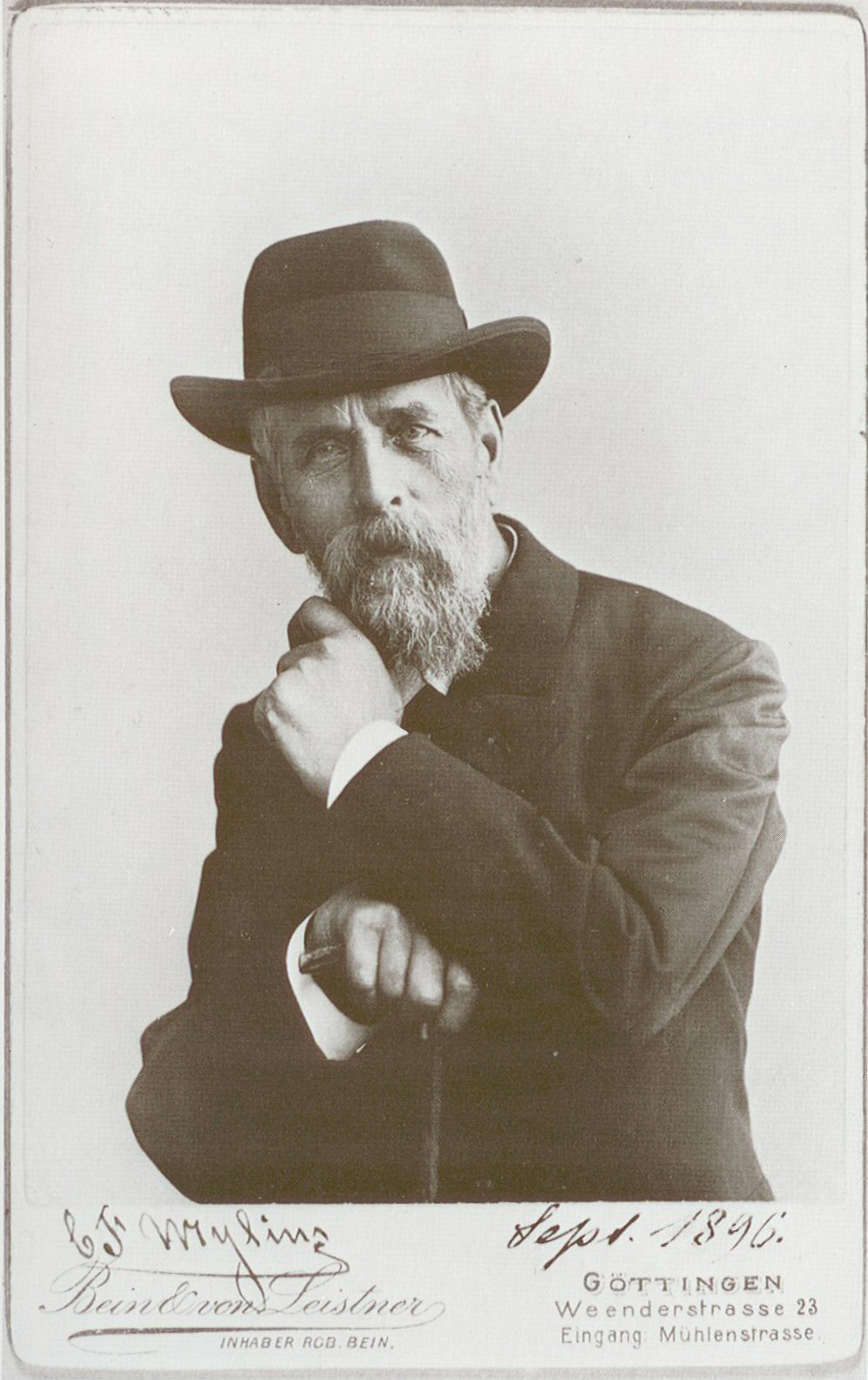
V tomto roce zemřel také německý fotograf Carl Friedrich Mylius

Tento článek obsahuje významné fotografické události v roce 1916.

## Události
- Spojení dálkoměru a objektivu umožnilo přesné a rychlé nastavení ostrosti.
- Paul Strand pořídil fotografie Abstrakce, stíny verandy, Bílý plot a Misky.

## Narození v roce 1916

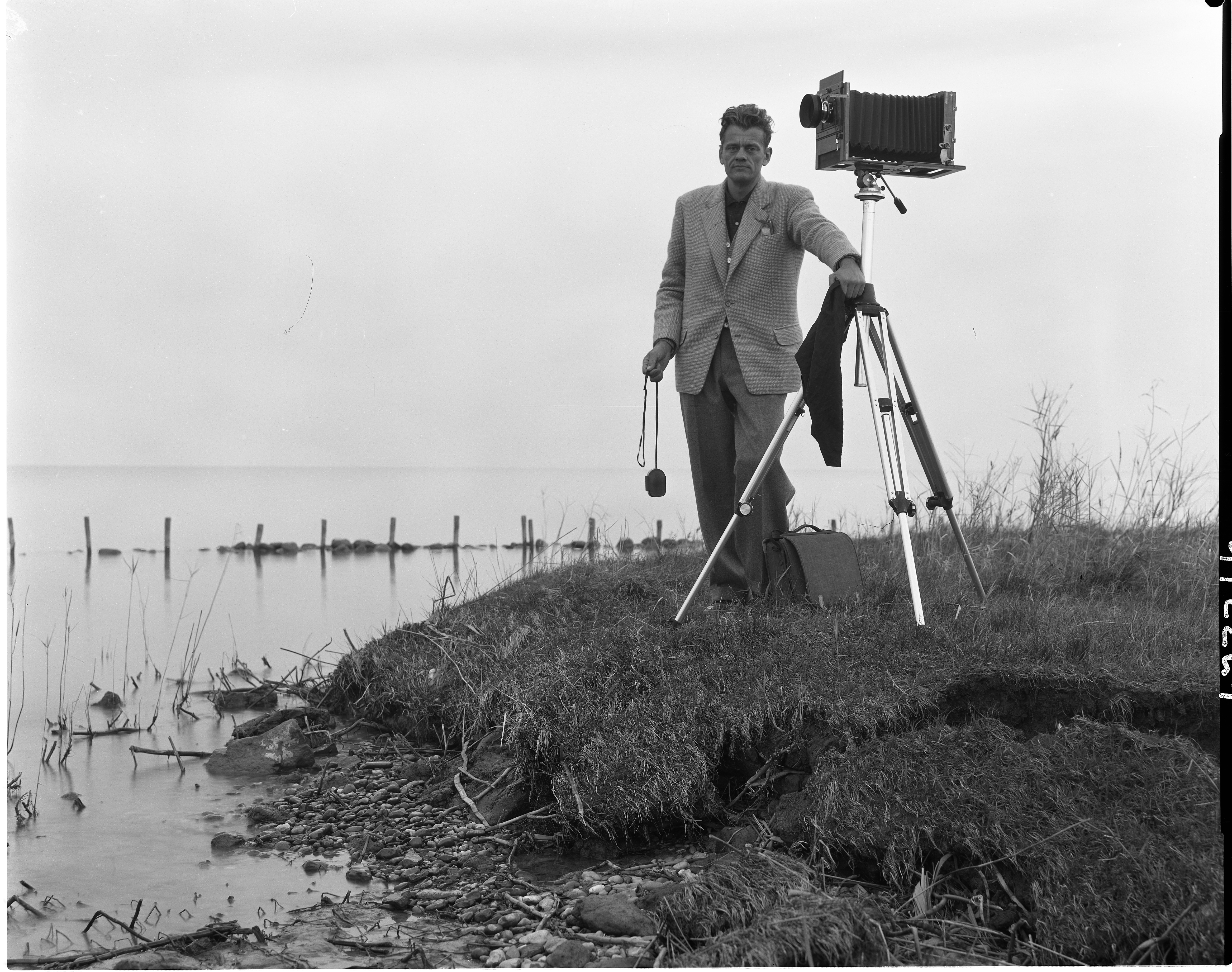
Peter Keetman, německý fotograf

- 23. ledna – David Douglas Duncan, americký válečný fotograf († 7. června 2018)
- 3. dubna – Peter Gowland, americký fotograf († 2010)
- 15. dubna – Karel Otto Hrubý, fotograf († 19. července 1998)
- 26. dubna – Werner Bischof, švýcarský reportážní fotograf († 16. května 1954)
- 27. dubna – Peter Keetman, německý fotograf († 8. března 2005)
- 1. května – Šunkiči Kikuči, japonský fotograf († 5. listopadu 1990)
- 6. května – Emil Bican, český fotograf († 2. srpna 1991)
- 22. června – Evelyn Strausová, jedna z prvních amerických fotoreportérek a první fotografka zaměstnaná v Daily News v New Yorku († 10. března 1992)
- 2. července – Zélia Gattai, brazilská spisovatelka a fotografka († 2008)
- 31. července – Stefan Arczyński, polský fotograf německého původu aktivní ve Vratislavi  († 28. srpna 2022)
- 30. srpna – Júdži Hajata, japonský portrétní fotograf († 3. března 1995)
- 3. září – Trigger Alpert, americký jazzový kontrabasista a fotograf († 22. prosince 2013)
- 5. září – Karl W. Gullers, švédský novinářský a komerční fotograf (†  21. února 1998)
- 9. září – Karel Aliger, fotograf († 28. května 1984)
- 6. října – William Heick, americký dokumentární fotograf a filmař († 13. září 2012)
- 9. října – Marcel Lefrancq, belgický fotograf († 14. listopadu 1974)
- 1. listopadu – Samarij Michajlovič Gurarij, sovětský fotograf († 7. prosince 1998)
- 17. listopadu – George Silk, novozélandský fotograf  († 23. října 2004)
- 27. prosince – Frank Simon Hofmann, český fotograf působící na Novém Zélandu († 13. dubna 1989)
- 31. prosince – Viktor Radnický, český fotograf a fotožurnalista († 1985)
- ? – David E. Scherman, americký fotograf († 5. května 1997)
- ? – Tadao Higuči, japonský fotograf († 1992)

## Úmrtí v roce 1916
- 11. ledna – Jacob Hilsdorf, německý portrétní fotograf (* ? 1872)
- 3. března – Marthinius Skøien, norský fotograf (* 1849)
- 23. května – Vladimír Jindřich Bufka, fotograf, publicista (* 16. července 1887)
- 23. května – Carl Friedrich Mylius, německý fotograf (* 10. ledna 1827)
- 25. května – Charles P. Browne, novozélandský fotograf (* 1840)
- 23. června – Carleton Watkins, americký krajinářský fotograf (* 11. listopadu 1829)
- 24. července – Adam Clark Vroman, americký fotograf (* 15. dubna 1856)
- 17. září – Hermann Krone, německý fotograf, vědec a publicista (* 14. září 1827)
- 27. října – Adolph Lønborg, dánský fotograf (* 5. září 1835)
- 19. prosince – Alois Beer, rakouský fotograf (* 14. června 1840)
- únor – Dawid Mazur, ukrajinsko-polský fotograf působící ve Lvově a Vídni (* ?)
- ? – Dmitrij Ivanovič Jermakov, ruský fotograf (* 1845)
- ? – Jan Umlauf, český akademický malíř a fotograf (* 21. května 1825 – 9. ledna 1916)